# Gordura
Gordura é um termo genérico para uma classe de lipídios. As gorduras, produzidas por processos orgânicos tanto por vegetais como por animais, consistem de um grande grupo de compostos geralmente solúveis em solventes orgânicos e insolúveis em água. Sua insolubilidade na água deve-se à sua estrutura molecular, caracterizada por longas cadeias carbônicas. Por ter menor densidade, esta flutua quando misturada em água. As gorduras têm sua cadeia "quebrada" no organismo pela ação de uma enzima chamada lipase, produzida pelo pâncreas.  

## Visão geral
Em nutrição, biologia e química, gordura geralmente significa qualquer éster de ácidos graxos ou uma mistura de tais compostos; mais comumente, aqueles que ocorrem em seres vivos ou nos alimentos.
O termo gordura geralmente se refere especificamente a triglicerídeos (triplo ésteres de glicerol), que são os principais componentes de óleos vegetais e de tecido adiposo em animais; ou, ainda mais especificamente, a triglicerídeos que são sólidos ou semissólidos em temperatura ambiente, assim excluindo óleos. O termo gordura também pode ser usado de forma mais ampla como sinônimo de lipídio - qualquer substância de relevância biológica, composta de carbono, hidrogênio ou oxigênio, que é insolúvel em água, mas solúvel em solventes apolares. Nesse sentido, além dos triglicerídeos, o termo incluiria vários outros tipos de compostos como mono- e diglicerídeos, fosfolipídeos (como a lecitina), esteróis (como o colesterol), ceras (como a cera de abelha), e gorduras livres ácidos, que geralmente estão presentes na dieta humana em quantidades menores.
As gorduras são um dos três principais grupos de macronutrientes na dieta humana, junto com carboidratos e proteínas, e os principais componentes de produtos alimentares comuns como leite, manteiga, sebo, banha, bacon e óleos de cozinha. Eles são uma fonte importante e densa de energia alimentar para muitos animais e desempenham importantes funções estruturais e metabólicas, na maioria dos seres vivos, incluindo armazenamento de energia, impermeabilização e isolamento térmico. O corpo humano pode produzir a gordura de que necessita a partir de outros ingredientes alimentares, exceto alguns ácidos graxos essenciais que devem ser incluídos na dieta. As gorduras dietéticas também transportam alguns ingredientes de sabor e aroma e vitaminas que não são solúveis em água.
Quimicamente as gorduras são sintetizadas pela união de três ácidos graxos à uma molécula de glicerol, formando um éster. Elas são chamadas de triglicerídeos, triglicerídes ou mais corretamente de triacilgliceróis. As gorduras podem ser sólidas ou líquidas em temperatura ambiente, dependendo de sua estrutura e de sua composição. Usualmente o termo "gordura" se refere aos triglicerídeos em seu estado sólido, enquanto que o termo óleo, aos triglicerídeos no estado líquido. 
As gorduras podem ser diferenciadas em gordura saturada e gordura insaturada, dependendo da sua estrutura química (veja abaixo). As gorduras saturadas são encontradas normalmente nos animais, no coco e no óleo de palma, enquanto as insaturadas nos demais vegetais. 

## Estrutura

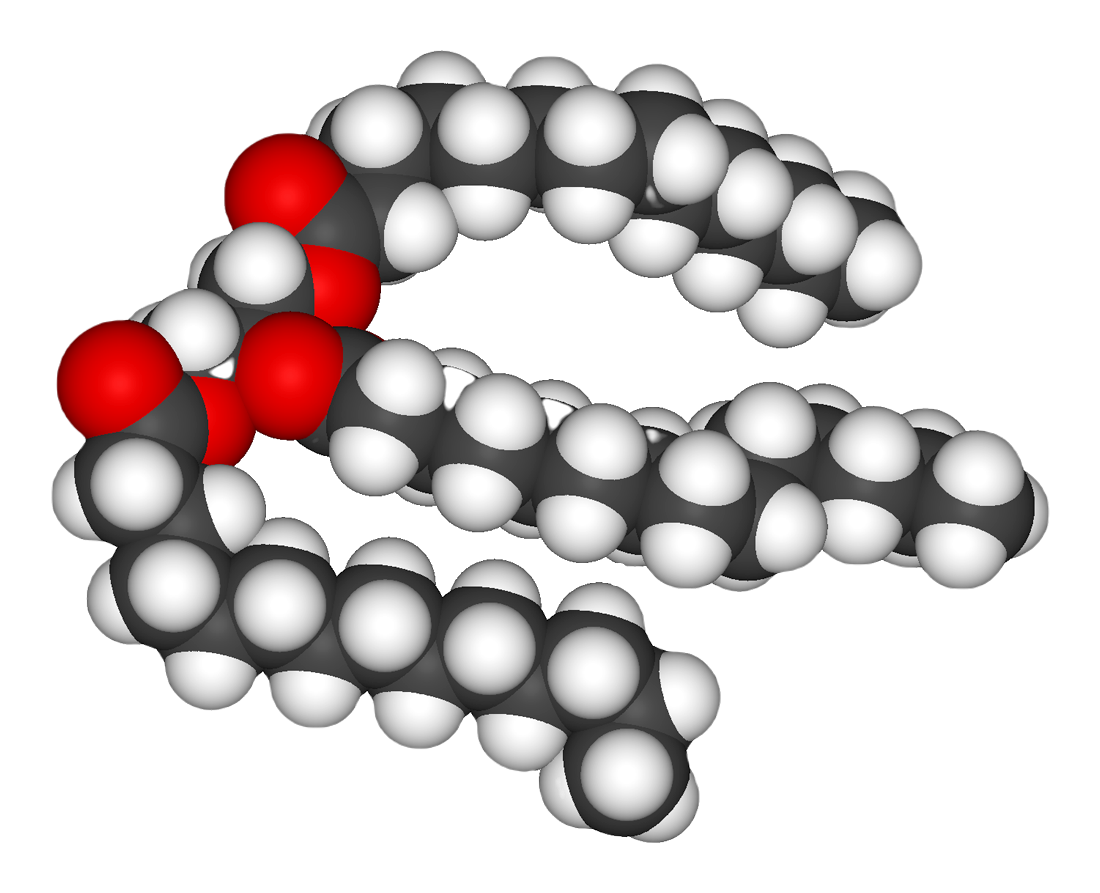
Estrutura de um triacilglicerol

Uma regra geral é que todas as gorduras consistem de três moléculas de ácidos graxos com uma molécula de glicerol, formando uma estrutura conhecida como triacilglicerol.
As propriedades das moléculas de gordura dependem dos ácidos graxos que as formam. Os diferentes ácidos graxos são formados por um número diferente de átomos de carbono e hidrogênio.
Os átomos de carbono, cada um ligado em dois átomos de carbono vizinhos, formam uma cadeia em ziguezague quanto maior a quantidade de átomos de carbono mais longa será a cadeia. Ácidos graxos com cadeias maiores são mais suscetíveis a forças intermoleculares de atração, aumentando seu ponto de fusão (daí a consistência em temperatura ambiente). Longas cadeias também fornecem uma quantidade maior de energia por molécula quando metabolizadas.
Os ácidos graxos que constituem a gordura também se diferenciam pelo número de átomos de hidrogênio ligados na cadeia de átomos de carbono. Cada átomo de carbono é tipicamente ligado a dois átomos de hidrogênio. Quando um ácido graxo possui esta configuração típica ele é chamado de saturado, pois os átomos de carbono estão saturados com hidrogênio. 
Em outras gorduras os átomos de carbono podem estar ligados a apenas um átomo de hidrogênio e terem uma ligação dupla com um carbono vizinho. Isto resulta em um ácido graxo insaturado. Mais especificamente seria um ácido graxo monoinsaturado, enquanto um ácido graxo poli-insaturado seria um ácido graxo com mais de uma ponte dupla.

## Funções
Essa categoria de moléculas é importante para inúmeras formas de vida, atuando tanto no papel metabólico como no papel estrutural. 
As gorduras têm várias funções, como fonte e reserva de energia (um grama de qualquer gordura produz 9 kcal de energia), além de ser um importante isolante térmico (forma o tecido adiposo dos mamíferos) para os animais se protegerem contra o frio. São importantes para a síntese de outras substâncias, ou para o melhor funcionamento destas, como as vitaminas lipossolúveis, lipoproteínas, e alguns hormônios sexuais que dependem da existência de gordura para ter um funcionamento ideal.
As gorduras são essenciais para a maioria dos seres heterótrofos, incluindo os seres humanos. No entanto os ácidos graxos realmente essenciais são os das famílias ómega 3 e ómega 6, já que a partir destes o ser humano consegue produzir todos os demais.

## As gorduras na alimentação
Existem vitaminas que são só solubilizadas pelas gorduras, conhecidas como vitaminas lipossolúveis, como exemplo as vitaminas A,D,E, e K. Isso significa que elas só são digeridas, absorvidas e transportadas em conjunto com a gordura. Além disso a gordura é a principal fonte de ácidos graxos, muito importante na dieta.